# كليمنت إتش ستيفنز
كليمنت إتش ستيفنز (بالإنجليزية: Clement H. Stevens)‏ هو ضابط أمريكي، ولد في 14 أغسطس 1821 في نورويتش في الولايات المتحدة، وتوفي في 25 يوليو 1864 في أتلانتا في الولايات المتحدة.